# Sigismond Kaczkowski
Zygmunt Józef Erazm Kaczkowski, armoiries Pomian, né à Kamionka Wołoska le 2 mai 1825 et mort à Paris le 7 septembre 1896 , est un poète et écrivain polonais.

## Biographie
Zygmunt est le fils de Ignacy Kaczkowski et Franciszka Niklewicz.
Il épouse Maria Désirée Cayez.